# Austin Bruins
Austin Bruins är ett amerikanskt juniorishockeylag som spelar i North American Hockey League (NAHL) sedan de grundades 2010. De spelar sina hemmamatcher i inomhusarenan Riverside Arena, som har en publikkapacitet på 2 500 åskådare vid ishockeyarrangemang, i Austin i Minnesota. Bruins har fortfarande inte vunnit någon Robertson Cup, som delas ut till det lag som vinner NAHL:s slutspel.
De har fostrat spelare som Christian Folin och C.J. Smith.